# Cloreto de molibdênio(II)
Cloreto de molibdênio(II) é uma família de compostos inorgânicos de fórmula química empírica MoCl2. São conhecidas pelo menos duas formas, e ambas têm atraído muita atenção dos pesquisadores acadêmicos por causa das suas estruturas peculiares (Mo6Cl12. e o octaclorodimolibdato de potássio).